# Neuve-Chapelle
 Neuve-Chapelle  es una población y comuna francesa, situada en la región de Norte-Paso de Calais, departamento de Paso de Calais, en el distrito de Béthune y cantón de Laventie.

## Demografía
| 484 | 462 | 471 | 548 | 864 | 958 |
| Para los censos de 1962 a 1999 la población legal corresponde a la población sin duplicidades (Fuente: INSEE [Consultar]) |     |     |     |     |     |